# Oerlikon

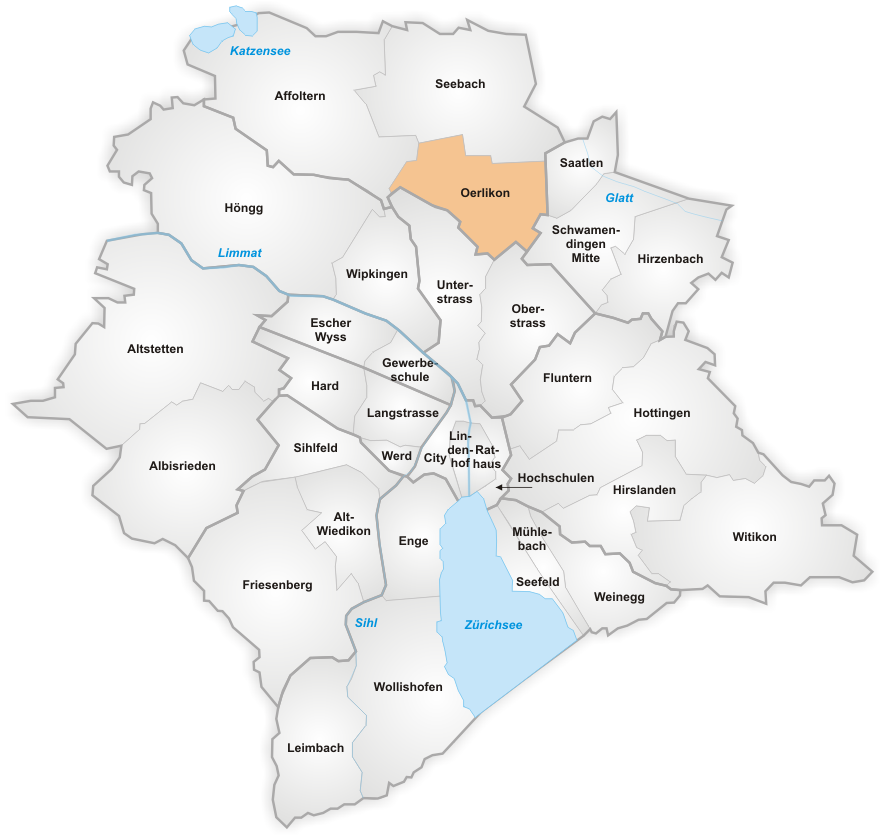
Poloha Oerlikonu v rámci Curychu

Oerlikon je jedna ze čtvrtí švýcarského Curychu. Až do roku 1934 se jednalo o samostatnou obec, dnes tvoří společně s Affolternem a Seebachem curyšský jedenáctý obvod.

## Dějiny
Jméno Oerlikon bylo pravděpodobně odvozeno od zakladatele osídlení, který se jmenoval Orilo. Oerlikon je poprvé zmíněn v roce 946 a to pod jménem Orlinchowa. V té době zde bylo nanejvýš tucet domů, a do kostela i do školy se chodilo do Schwamendingenu, jehož byl Oerlikon součástí. Rychlý rozvoj nastal po roce 1855, kdy bylo zprovozněna železnice procházející Oerlikonem a spojující Curych s jihem Německa. Postupem času se z Oerlikonu stávalo významné průmyslové a obchodní centrum. V roce 1872 se stal samostatnou obcí a v roce 1897 byl spojen s Curychem tramvají, později i trolejbusy. V letech 1892–1896 zde pracoval Emil Kolben jako hlavní inženýr firmy Maschinenfabrik Oerlikon. Nyní zde sídlí firma Oerlikon, vyrábějící obráběcí stroje (Oerlikon - Spiromatik, frézky na kuželová ozubená kola apod.). Nyní je součástí koncernu Contraves, vyrábí zbraňové obranné systémy a zaměstnává více než tři tisíce zaměstnanců.[zdroj?] Dále se zde nachází areál Curyšských veletrhů a velká sportovní hala Hallenstadion.

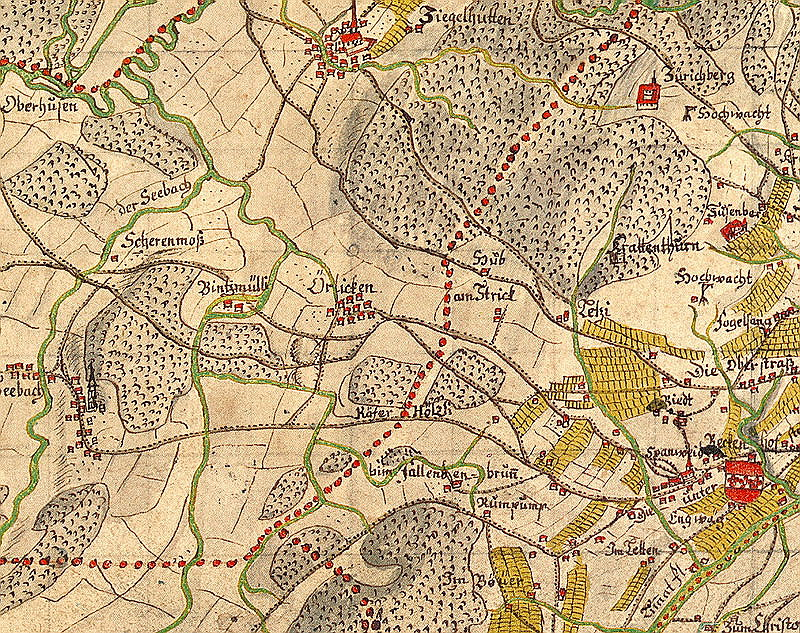
Oerlikon a okolí v roce 1667

### Externí odkazy

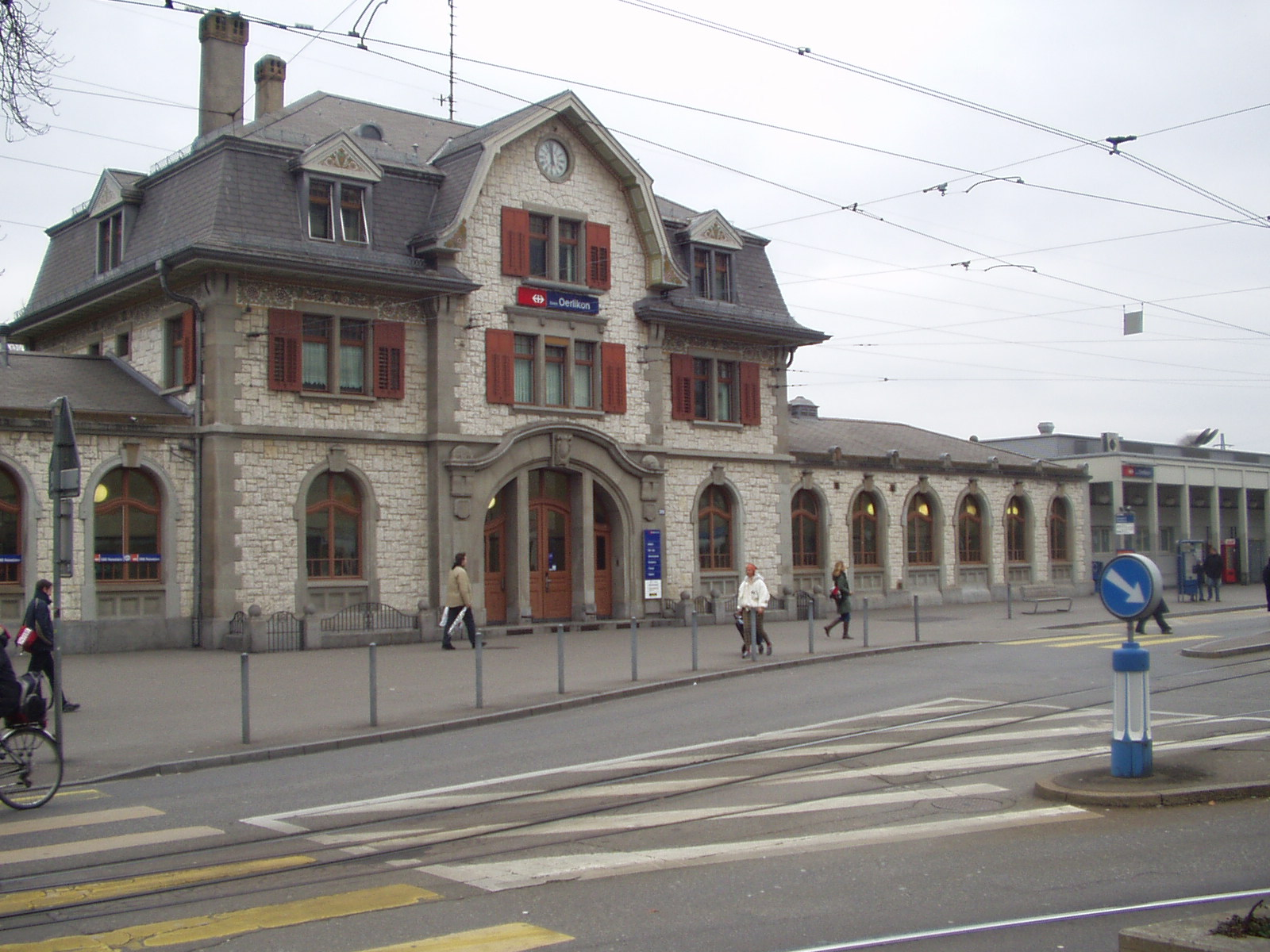
Nádraží Oerlikon